# 이수민 (1999년)
이수민(1999년 3월 28일 ~ )은 대한민국의 뮤지컬 배우다.

## 방송
- PRODUCE 101 (2016) - 발표순위 31위
- K팝스타 6 더 라스트 찬스 (2016) - Top4
- 믹스나인 (2017) - 2위

## 공연
- Live Concert "K-POP STAR ＆ Friends" (2017)
- 메리셸리 (2023) - 클레어 역